# Estero Chaillupén
El estero Chaillupén, río Challupén, o Challupan es un curso de agua ubicado en el sector cordillerano de la comuna de Villarrica, en la Región de La Araucanía, Chile.

## Trayecto
El Estero Chaillupén, es un estero de que nace en la ladera suroeste del Volcán Villarrica. Fluye en dirección suroeste. En su curso inferior, cruza la ruta T-243.S que une las localidades de Coñaripe y Lican Ray, vierte sus aguas al Lago Calafquén.

## Historia
En 1910, el estero Chaillupén aparece como Chalipen en el Atlas del Centenario, de Luis Risopatrón, quien en su libro Diccionario Jeográfico de Chile describe al Estero Chalipen:: 180 
Chalipen (Estero). 39° 28’ 72° 04’ De corto caudal, nace en las faldas SW del volcán de Villarrica, corre hácia el SW i se vácia en la ribera norte del lago de Calafquen, al SE de Lecam.156;i rio Challupen en 120, p. 326.
En diciembre de 1971 una erupción del Volcán Villarrica causó la muerte de 15 personas y enormes daños materiales en la zona, incluida la del río Chaillupén.

## Población, economía y ecología

### Riesgos volcánicos

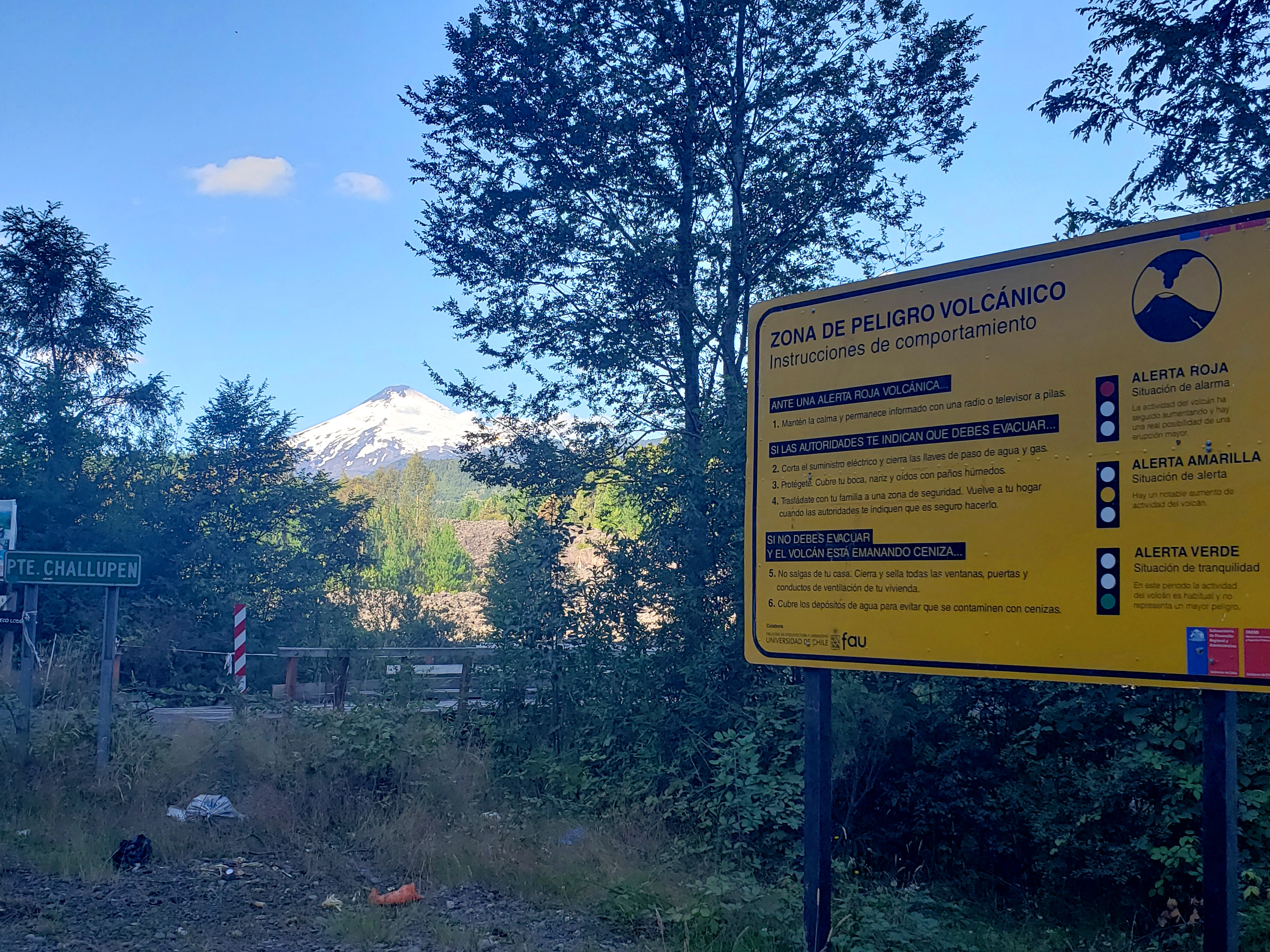
Letrero de aviso de peligro volcánico en los alrededores del volcán Villarrica, en el sector del puente Challupén

El área que cubre desde el Estero Chaillupén hacia el oriente hasta el estero Collico está considerada como una zona con 'Peligro Muy Alto' de verse afectada por lavas y por lahares durante las erupciones del volcán Villarrica cuando estas se originen en el cono y/o en el cráter principal del volcán. Esto incluye todo el sector residencial y turístico junto al lago Calafquén comprendido en este sector, incluyendo un tramo importante de la ruta T-243-S. Lo anterior se basa en los antecedentes existentes de erupciones ocurridas durante los siglos XIX y XX. En el Mapa de Peligros del Volcán Villarrica los bordes del río Llancahue se encuentran bajo clasificación (ALI1).
Igualmente, en la parte superior de esta zona puede verse afectada seriamente por caída de piroclastos de 3,2 hasta 1,6 cm de diámetro, con un máximo de entre 10 a 30 cm de espesor de los depósitos.